# Fort d'Eben-Emael
Ne doit pas être confondu avec Prise du fort d'Eben-Emael ou Eben-Emael.
Le fort d'Eben-Emael ou d’Ében-Émael [ebɛn emal] est un fort belge situé près du village d'Eben-Emael, dans la commune de Bassenge, en province de Liège (en province de Limbourg avant 1963), non loin de la frontière avec les Pays-Bas. Il fut construit entre 1932 et 1935 en tant que pièce maîtresse du nord de la ceinture fortifiée de Liège. 
Sa prise rapide par la Wehrmacht les 10 et 11 mai 1940 marqua l'entrée de la Belgique dans la Seconde Guerre mondiale, ainsi que le début de la campagne des 18 jours et de la bataille de France.

## Situation
Le fort a été construit sur la rive ouest du canal Albert et se trouve à environ 10 kilomètres au sud-ouest de la ville néerlandaise de Maastricht, sur la Montagne Saint-Pierre, séparant les vallées de la Meuse et du Geer, ainsi qu'à environ  10 kilomètres au nord de la ville belge de Visé. Ces deux communes ont d'ailleurs donné leur nom au système de casemates du fort (« Maastricht 1 et 2 » et « Visé 1 et 2 »), en fonction de l'orientation géographique de ces structures vers ces villes.
Le fort surplombe de 65 mètres le Canal Albert qui relie Liège au port d'Anvers et qui coupe la Montagne Saint-Pierre par la Tranchée de Caster. Une coupole s’ouvrait d’ailleurs directement sur la tranchée, pour contrôler le passage sur le canal. Les batteries tiennent sous ses feux les ponts de Kanne, Vroenhoven et Veldwezelt.

## Histoire

### Contexte

Carte de la position fortifiée de Liège. En bleu, les forts construits entre 1888 et 1891 ; en rouge, ceux construits dans les années 1930.

Dans la deuxième moitié du XIXe siècle, la Belgique prend conscience de sa vulnérabilité, étant prise en tenaille entre l’Empire allemand d’un côté et la République française de l’autre, toutes deux potentiellement hostiles. D’importantes fortifications sont alors construites autour de Liège, Namur et Anvers sous la direction du général Henri Alexis Brialmont. Ces forts ne sont toutefois pas adaptés aux nouvelles technologies qui apparaissent dans le domaine de l’artillerie à la fin du XIXe siècle et n’offrent ainsi qu’une résistance limitée lorsque l’Allemagne envahit la Belgique dans le cadre du plan Schlieffen au début du mois d’août 1914.
Cette violation de la neutralité belge pendant la Première Guerre mondiale a pour conséquence un rapprochement avec la France dans l’entre-deux-guerres, l’Allemagne étant perçue comme le principal danger. L’état-major reste toutefois divisé entre une doctrine de défense basée sur une ligne fortifiée, sur le modèle de la ligne Maginot, et une doctrine de défense mobile fondée sur un repli derrière l’Escaut pour faire jonction avec les Français avant de contre attaquer. Cette indécision, conjuguée aux faibles moyens financiers disponibles, fait que rien n’est entrepris avant la fin des années 1920. Le parti des fortifications obtient en 1927 la création d’une commission sur le sujet, dont le rapport rendu en 1928 recommande la construction d’une zone fortifiée au sud de Maastricht afin de contrôler les voies de communication vers Aix-la-Chapelle. Les propositions de la commission sont acceptées le 7 janvier 1929 et les travaux commencent en mai de la même année par la modernisation des forts de Liège. La construction d’une nouvelle position fortifiée à proximité du village d’Eben-Emael est toutefois considérée comme étant nécessaire.

### Construction
Bien que le principe de la construction d’un fort à Eben-Emael ait été acté depuis 1929, le programme est ralenti non seulement par les conflits au sein de l’état-major, mais aussi par ceux au sein de la société civile entre les Wallons et les Flamands, chacun se plaignant d’être moins protégé que l’autre. Ce n’est qu’à l’arrivée d’Albert Devèze au poste de ministre de la défense que les choses s’accélèrent et les travaux débutent sur le site le 1er avril 1932 sous la direction du commandant Jean Mercier. La majeure partie des ouvrages est terminée en 1935, mais des travaux de moindre ampleur se poursuivent jusqu’en 1940.

### Prise du fort (1940)
Afin de vaincre la France rapidement, l’Allemagne nazie envisage au début de la Seconde Guerre mondiale de reproduire le plan Schlieffen. Le fort d’Eben Emael constitue dans cette perspective un obstacle majeur pouvant potentiellement ralentir, voire arrêter, l’armée allemande, laissant ainsi le temps aux Français de se déployer en Belgique pour contre-attaquer, comme prévu par le Plan Dyle. Cette stratégie a l’inconvénient de laisser à découvert les Ardennes, ce que les Allemands ne manquent pas de remarquer. Ceux-ci modifient alors quelques semaines avant son déclenchement sous l’influence de Heinz Guderian leur propre plan, dit plan Jaune, ou Fall Gelb, afin d’effectuer une percée audacieuse à travers les Ardennes et de contourner par l’arrière les forces françaises entrées en Belgique. Toutefois, il est vital pour la réussite du plan que les Français s’engagent totalement dans le territoire belge et l’invasion des Pays-Bas et de la Belgique reste donc nécessaire. Pour ce faire, les ponts franchissant la Meuse et le canal Albert autour de Maastricht sont indispensables, mais sous le feu du fort Eben Emael. Les Allemands conçoivent alors un plan pour s’emparer des ponts et neutraliser le fort à l’aide de troupes aéroportées. Le Sturmgruppe Granit a plus précisément pour mission de se poser sur le toit du fort avec des planeurs et de détruire les coupoles d’observation à l’aide de charges creuses afin de rendre le fort aveugle et l’empêcher d’utiliser son artillerie.
Bien que prévenu de l’imminence de l’attaque dès le 7 mai 1940, le gouvernement belge ne prend aucune mesure. Comme l’armée française, l’armée belge est par ailleurs en grande partie paralysée par un commandement complexe et un manque de souplesse tactique. Au sein du fort lui-même, la majeure partie des officiers sont des réservistes, la garnison est en sous-effectif, le moral bas et les procédures particulièrement complexes ne permettent pas de réagir rapidement à un événement inattendu. Ainsi, lorsque l’alerte générale parvient finalement à Eben Emael le 10 mai à 0 h 30, le major Jottrand prépare son fort pour une attaque terrestre pouvant survenir dans les jours à venir, et non pour un assaut imminent par les airs, qu’il n’imagine même pas être possible. Il fait ainsi notamment dégarnir les blocs de combat afin de faire démonter par les hommes les bâtiments se trouvant autour du fort.
Pendant ce temps, les planeurs du Sturmgruppe Granit approchent du fort, sur lequel ils se posent à 4 h 15. Les prenant pour des avions anglais, les défenses antiaériennes ouvrent le feu trop tard et aucun appareil n’est touché. Dans la confusion, le mauvais signal d’alerte est donné et les Belges pensent ainsi que des troupes allemandes sont en approche au sol, pas que les parachutistes sont déjà sur le toit du fort. Ceux-ci attaquent et s’emparent alors rapidement des casemates presque sans rencontrer de résistance, les défenseurs se repliant à l’intérieur du fort. À 4 h 42, quinze minutes après le début de l’attaque, les Allemands ont atteint la plupart de leurs objectifs et poursuivent dans les heures qui suivent la neutralisation des coupoles et des casemates restantes, tout en faisant régulièrement exploser des charges creuses contre les portes interieures afin de dissuader les défenseurs de lancer une contre-attaque. Les Belges tentent néanmoins de reprendre le toit vers midi avec l’appui de la casemate 23, qui n’a pas été détruite, mais la tentative échoue. De son côté, la casemate 17 parvient toutefois à empêcher les renforts allemands de traverser le canal.
La situation n’évolue plus pendant la nuit et les renforts allemands arrivent progressivement dans la matinée pour relever les parachutistes. Finalement, le major Jottrand capitule le 11 mai 1940 à 12 h 15 et les survivants de la garnison sont faits prisonniers.

### Utilisation postérieure
Le fort n’est plus utilisé en tant qu’ouvrage défensif pendant le reste de la guerre : les Allemands le transforment en caserne et transfèrent l’armement, les générateurs électriques et d’autres composants vers les installations du mur de l’Atlantique. Eben-Emael est libéré sans combat par la 30th Infanterie Division américaine le 30 septembre 1944.
Après la guerre, le fort reste une installation militaire, mais n’est plus entretenu et son accès est interdit jusqu’en 1986.
Depuis 1986 et après le tremblement de terre de Liège de 1983, le fort abrite une station sismique.
L’association Fort Eben Emael, reconnue par les autorités militaires le 15 janvier 1988, s’emploie alors à remettre progressivement le site en état et à en assurer l’entretien, en partenariat avec le ministère de la Défense. Dans le cadre de ces restauration un musée est créé à l’intérieur du fort. Dans les années 2000, le fort présente un aspect extérieur très différent de celui d’origine, le toit étant couvert par une forêt et des cultures. En 2024, la casemate d’artillerie Maastricht 2 du fort est ouverte au public.

## Caractéristiques

### Généralités
Le dispositif de défense ressemble, à bien des égards, à celui des ouvrages construits en France pour la ligne Maginot, bien qu'il comporte quelques particularités. Le plan du fort est un pentagone irrégulier d’une surface de 0,75 km2, dont la forme est inspirée des constructions françaises similaires des XVIe et XVIIe siècles. Les dessus du fort (les superstructures), à eux seuls, avaient une superficie d'environ 0,45 km2. Cela suffisait à faire d'Eben-Emael, à l’époque, le plus grand fort jamais construit.

### Armement principal
- Une tourelle pivotante (masse totale 450 tonnes), armée de deux canons de 120 mm.
- Deux tourelles (Nord et Sud) à éclipse, abaissées entre deux tirs, armées chacune de deux canons de 75 mm.
- Deux casemates du Nord (nommées Maastricht 1 et 2) et deux casemates orientées vers le Sud (nommées Visé 1 et 2), toutes armées de trois canons de 75 mm.
- Trois tourelles factices en tôle, de la taille d'une tourelle de 120.

### Armement secondaire
- Bloc I : entrée principale
- Bloc II
- Bloc IV
- Bloc V
- Bloc VI
- Canal Nord
- Canal Sud
- Abri de mitrailleuses mi-Nord
- Abri de mitrailleuses mi-Sud
- Bloc O1, à l’extérieur du fort

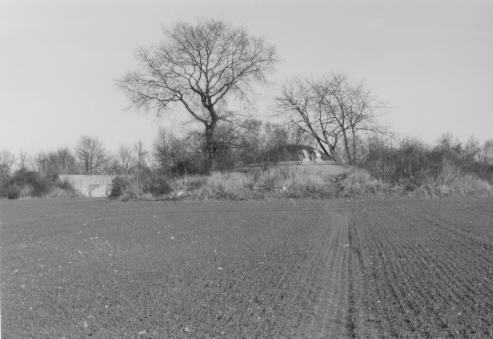
La coupole 120, à gauche derrière les casemates Visé 1.

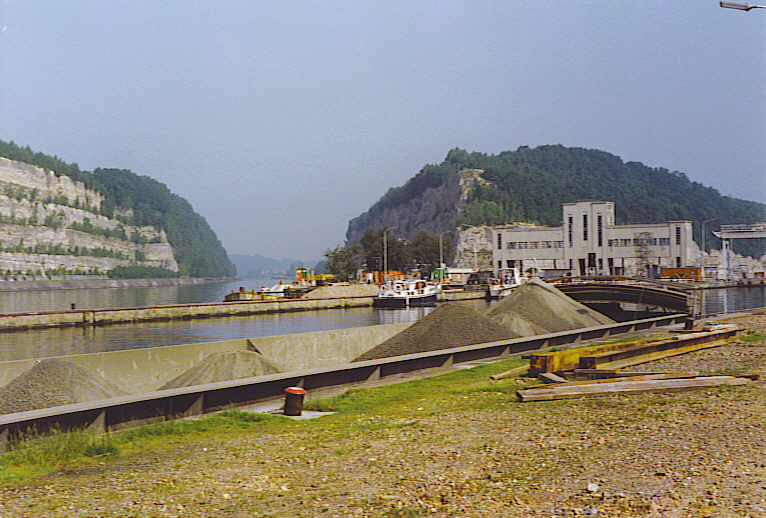
La tranchée de Caster dans la montagne Saint-Pierre, par laquelle passe le canal Albert. Le fort d'Eben-Emael est construit dans la colline dans la partie sud (à gauche de la photographie).

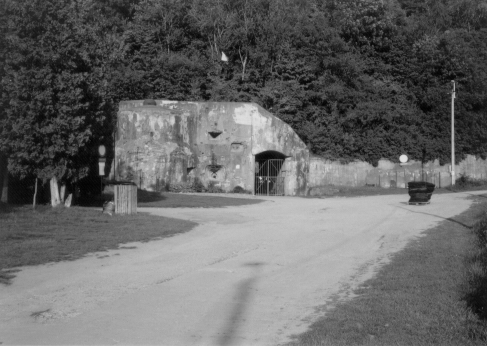
Entrée principale du fort.

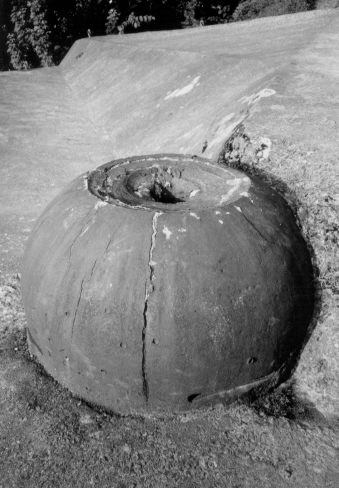
Effets d'une charge creuse.

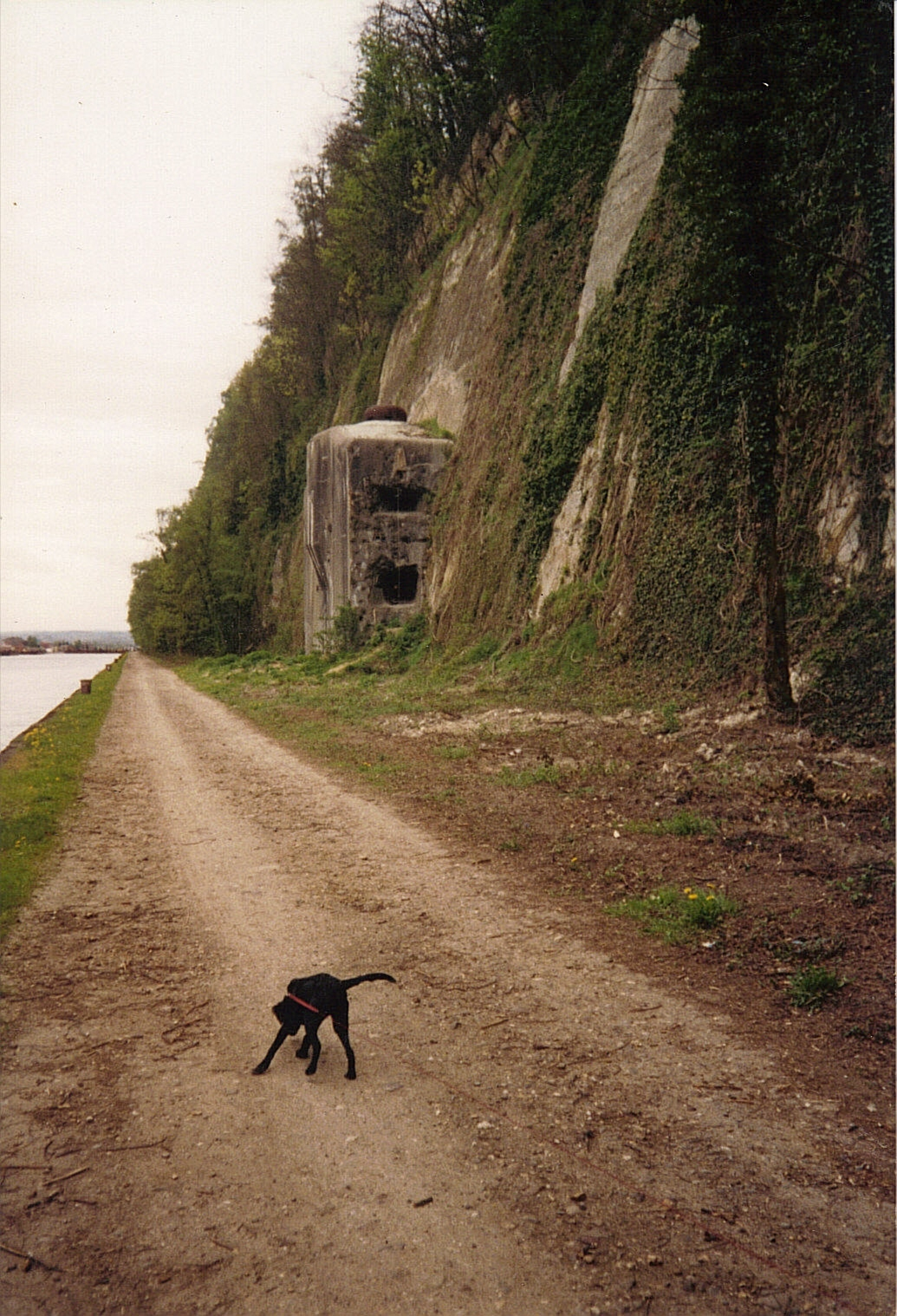
Le bunker sur la tranchée de Caster.

Le dernier bloc est relié au fort par un souterrain. Ces blocs d'observation sont équipés de projecteurs et de canons 60 mm. Des postes d’observation mieux équipés sont installés dans trois de ces blocs.

### Défense passive
Le fort est barré à l’Est par la tranchée de Caster. De plus, la Montagne Saint-Pierre présente quelques escarpements infranchissables. De très nombreux dispositifs, notamment des fossés, sont aménagés afin de bloquer les attaques de blindés. Le réseau souterrain s’étend sur plus de trois kilomètres et sur une hauteur de 40 mètres. L'aération du fort est équipée de filtres spéciaux, en fonction des enseignements de la Première Guerre mondiale en matière de gaz de combat.

### Faiblesses
La principale faiblesse du fort est son toit. Cette vaste étendue plane, qui accueille aujourd’hui une forêt et un champ de blé, n’est pas assez défendue: nulle mine, ou obstacle antiaérien, peu de barbelés, pas de protection directe des casemates contre des attaques d'infanterie. Ce vaste espace sert de terrain de football aux soldats du fort (les soldats avaient même lancé une pétition pour empêcher que le toit soit miné).
Les canons ont une portée de 11 et 17,5 km. L'armée belge n'en a pas installé de plus puissants car la neutralité de la Belgique impose que le territoire allemand ne soit pas à portée de canons.

## La stratégie d’utilisation du fort
Conçu dès le XIXe siècle le fort devait compléter le cercle défensif des 12 forts construits entre 1870 et 1890 afin de défendre la Belgique d'une invasion française ou allemande.
À la fin des années 1880, le général Brialmont, concepteurs de ces fortifications, réclame la construction d’un ultime fort entre la ville de Visé, au nord-est de Liège, et Maastricht afin de bloquer un envahisseur venu de l’est ou remontant la Meuse, en attendant l’arrivée de renforts. En effet, cette  trouée du Limbourg, permet de pénétrer jusqu’au centre de la Belgique sans difficulté. Le général ne fut pas entendu et il lâcha, en 1887, un prémonitoire : « vous pleurerez des larmes de sang pour n’avoir pas construit ce fort ». De fait, en 1914, c’est par là, en application du plan von Schlieffen modifié par von Moltke (plan dit de la « porte à tambour ») que l'armée du Kaiser pénétra en Belgique et franchit la Meuse. C’est pour réparer cette erreur que la construction du fort d’Eben-Emael est entreprise en 1932 pour être achevée en 1935.
En plus de se prémunir contre une attaque venant de l'est, il assurait également le contrôle des ponts sur le canal Albert et des trois routes arrivant du sud de Maastricht vers la Belgique (vallée du Geer, Meuse rive gauche, Meuse rive droite). Six cents hommes défendaient le fort.
Eben-Emael, ce fort en forme de diamant, était l’espoir de la Belgique pour défendre l'est du pays d’une invasion. Il a aussi servi de protection au sud, ce qui a été appelé l'écart d'étau.